# T-エクスプレス
「T-エクスプレス」（T Express）は、韓国龍仁市のエバーランドにある木製ローラーコースター。
2009年にオープンした韓国初の木製ローラーコースターであり、インタミン社の4番目の組み立て式トラックを持つ木製コースターである。リフトアップする際は、チェーンリフトを使う他のジェットコースターと違ってケーブルリフトで上がる。建設当時、SKテレコムがスポンサーとして参加し、「T-エクスプレス」という名前が付けられた。